# Ecsérpusztai templomrom
Az ecsérpusztai (vagy ecséri) műemlék templomrom egy 12-13. században román stílusban épült templom maradványa Révfülöp mellett, Kővágóörs közigazgatási területén. A háromhajós, íves szentélyű, sekrestyével és csontházzal kiegészített, 13. századi templomrom, az Árpád-kori építészetünk egyik jelentős emléke.

## Története
A középkori Ecsér falu már egy 1082. évi oklevélben szerepel. A falu papjáról először egy 1333-ban keletkezett pápai tizedjegyzékben olvashatunk. Az itteni templomot 1353-ból való oklevelek említik először hitelt érdemlően.
A templom építéséhez valószínűleg felhasználták egy korábbi épület alapjait, római kori maradványok láthatók a felhasznált kövek között. 1430 körül a falu kegyura, Ecséri László királyi altárnokmester búcsúengedélyt szerzett a templomnak, majd gótikus stílusban átalakította és sekrestyét, valamint előcsarnokot épített hozzá.
1548-ban a törökök a faluval együtt felégették. Ezt követően az elhagyott templom pusztulni kezdett, a balatonfelvidéki vöröshomokkőből faragott köveit a környékbeliek széthordták.

## Feltárása
A templom és a falu feltárását 1962-ben Sz. Czeglédy Ilona régész végezte. 1963-ban a templomromot az Országos Műemléki Felügyelőség Koppány Tibor tervei alapján konzerváltatta. A millenniumi eseménysorozat keretében 1999–2000-ben felújították.

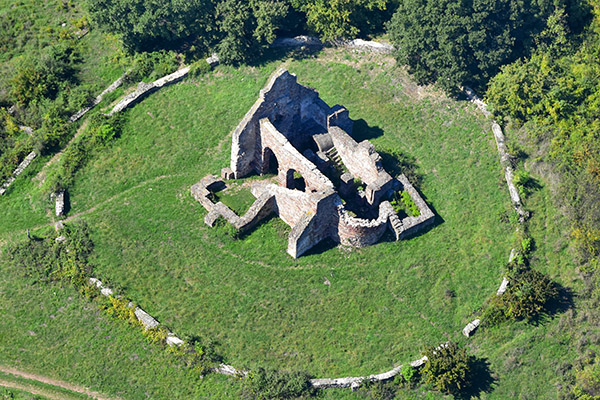
Templomrom légifelvételen, Ecsérpuszta
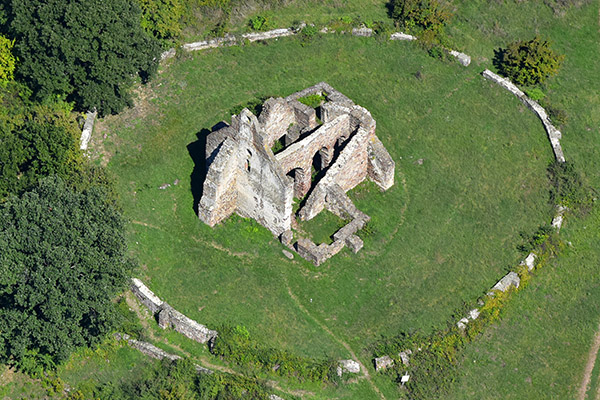
Ecsérpusztai templomrom légi fotón
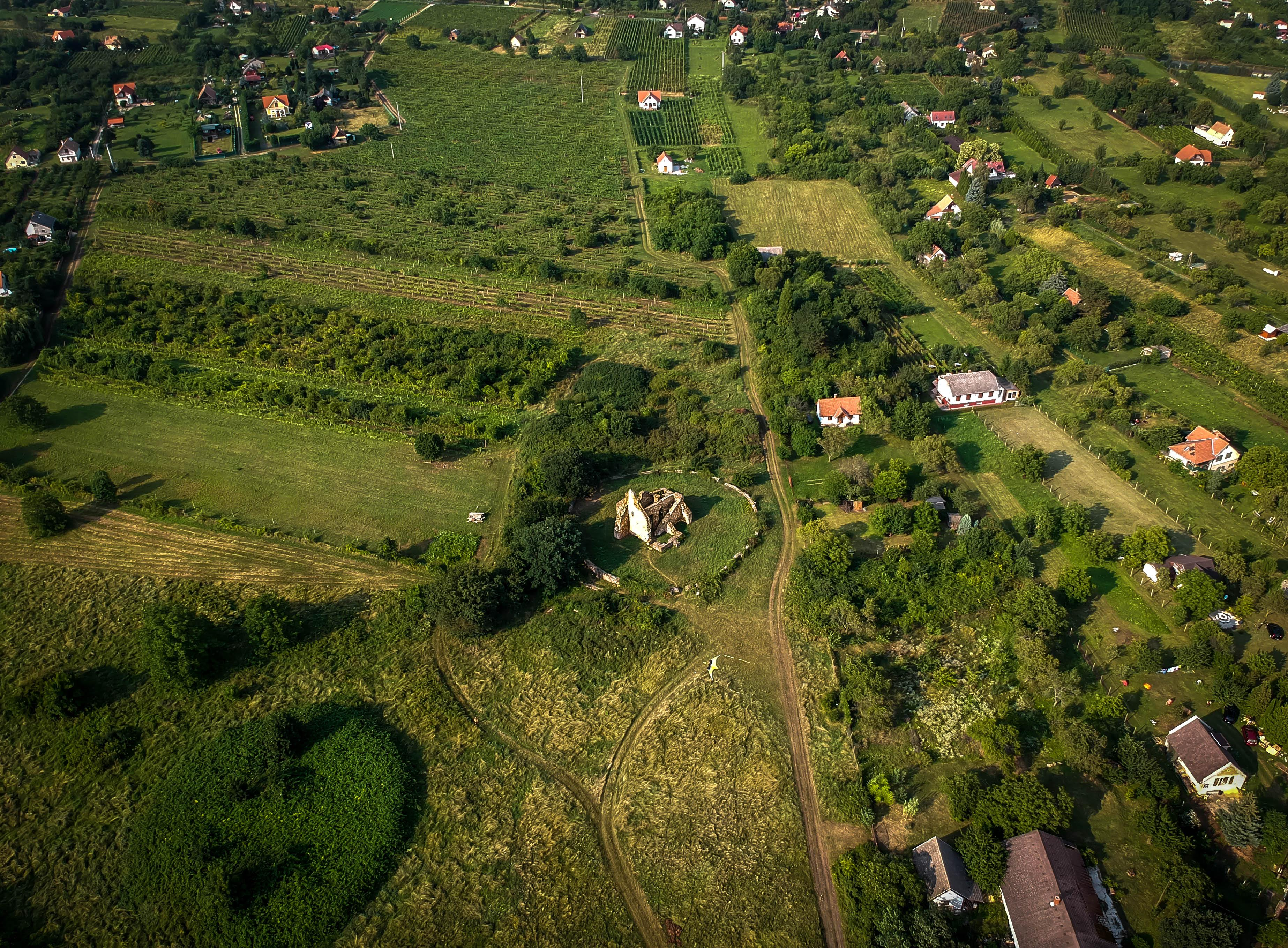
A rom és környéke drónfelvételen (2018)

## Leírása
A háromhajós templom keletelt szentélye ívesen záródik, ezzel eltér a Balaton-felvidék más középkori templomaitól, melyek négyszögletes szentélykialakításúak. A szentély lépcsője előtt az Ecséri család tagjainak sírjait fedezték fel.
Az északkeleti oldalon állt a sekrestye és a csontkamra (ossarium), délen pedig az előcsarnok. A hajó nyugati végén egykor álló toronynak csak az alapozása maradt meg, viszont a keresztelőmedencét megtalálták. Ugyancsak fennmaradt a gótikus belső háromíves fal, a karzat, a felvezető lépcső, és a támpillérek.
A romokon felfedezhetők Szent Kristófot, a hajósok védőszentjét ábrázoló freskó nyomai, a templomot feltehetően neki szentelték.
A templomot körülvevő derékmagasságú kőkerítés az eredetileg temetkezésre használt területet lezáró fal rekonstrukciója. A templom környezetében a föld alatt a hajdani falu házainak maradványai rejtőznek, a plébánosházat fel is tárták.